# Aphelinoidea semifuscipennis
Aphelinoidea semifuscipennis is een vliesvleugelig insect uit de familie Trichogrammatidae. De wetenschappelijke naam is voor het eerst geldig gepubliceerd in 1911 door Alexandre Arsène Girault.